# Inês Zuber
Inês Cristina Quintas Zuber (Évora, 11 de marzo de 1980) es una política y socióloga portuguesa del Partido Comunista Portugués (PCP), que fue diputada entre 2012 y 2016 en el Parlamento Europeo dentro del Grupo Confederal de la Izquierda Unitaria Europea/Izquierda Verde Nórdica.

## Biografía
Nacida el 11 de marzo de 1980 en Évora, Zuber es doctoranda en Sociología. Número 8 de la lista de la Coalición Democrática Unitaria para las elecciones al Parlamento Europeo de 2009, se convirtió en europarlamentaria en 2012 cubriendo la baja por renuncia de Ilda Figueiredo. Renovó su escaño de eurodiputada en las elecciones de 2014. Ante la prohibición del Parlamento Europeo de que cubrir la baja de maternidad de las parlamentarias, Zuber decidió abandonar el cargo el 30 de enero de 2016 al encontrarse al fin de su embarazo.